# Іннокентьєвка (Ніколаєвський район)
Інноке́нтьєвка (рос. Иннокентьевка) — село у складі Ніколаєвського району Хабаровського краю, Росія. Адміністративний центр Іннокентьєвського сільського поселення.

## Населення
Населення — 464 особи (2010; 665 у 2002).
Національний склад (станом на 2002 рік):
- росіяни — 69 %